# Erima
Erima GmbH  je najstarejši nemški proizvajalec športne opreme na trgu povečini znan po vodnih športih kot je plavanje in sedaj že vrsto let tudi za ekipne športe.

## Zgodovina
Remigius Wehrstein je bil ustanovitelj podjetja leta 1900 v Reutlingenu. To je bila športna tovarna oblačil za telovadbo, gimnastiko, atletiko in sabljanje. Podjetje je večkrat spreminjalo ime, in do končnega imena, ki ga poznamo sedaj so prišli leta 1951. Lastništvo je 15 let prej prevzel podjetnik Erich Mak. Podjetje se je preimenovalo po svojem lastniku Erichu Maku (ERIMA) in dobilo nov logotip.Tako je bila ustanovljena nova blagovna znamka pod imenom Erima ter postala blagovna znamka za športni tekstil.  Leta 1995 postane 49% odstotni lastnik podjetja Wolfram Mannherz (rojen leta 1953).  Sedež podjetja je v kraju Pfullingen, ki leži le 3 km od mesta, kjer je bilo podjetje ustanovljeno ter slabih 45 km južno od  Stuttgarta na jugozahodu Nemčije. Pfullingen šteje sedaj okoli 18.000 prebivalcev. Ta športna znamka pa je bila v letih 1960−1972 tudi uradni opremljevalec nemške Olimpijske reprezentance. Moška nogometna reprezentanca Nemčije je leta 1974 pod to znamko na domačih tleh postala Svetovni prvak.  Od julija 2015 je Erima uradni opremljevalec slovenskega nogometnega kluba iz Krškega, ki igra v slovenski prvi ligi ter slovenskega rokometnega kluba RD Koper 2013, ki igra v 1. NLB ligi in je v sezoni 2017/18 predstavljal Slovenijo in ERIMO v pokalu EHF.  Ta znamka pa je tudi uradni opremljevalec nemške teniške in odbojkarske reprezentance.

## Sponzorstvo

### Nogometna moštva
| - NK Krško - NK Brežice 1919 - NK Veržej - ŠD Juršinci - KMN Cerklje na Dolenjskem - ŽNK Ločan - NK Hrastnik - NK Rogaška - MNK Dobrna - NK Imeno - FK Javor Ivanjica - NK Trnje Zagreb - FC Bedebah - FC Thun - WSG Wietersdorf - 1. FC Köln - SG Dynamo Dresden - RW Ahlen - SG BBM Bietigheim - SG Flensburg-Handewitt - Rhein-Neckar Löwen - MT Melsungen - TSV Hannover-Burgdorf - DJK Rimpar - US Irvy Handball - Handball Cercle Nîmes - RK Slovenj Gradec 2011 - ŽRK Naklo Tržič - ŠD Škofljica Pekarna Pečjak - RK Cerklje - RK Grosuplje - RD Škerjanc Jadran-Hrpelje Kozina - MRD Dobova - ŠD Jadran Bluemarine HK - Atletski klub Panvita - Atletski klub Asfalt Kovač Šentjur - Balinarski klub Planina Kranj - Judo klub Acron Slovenj Gradec - Kegljaški klub Radlje ob Dravi - Curling club Zalog - Karate klub Brežice - Športna zveza Maribor - Šolski center Novo mesto - Kegljaški klub Tržič - Leichtathletik Verband Nordrhein - VSG Coburg/Grub |

## Slike
- oba dresa (domači in gostujoči) slovenskega kluba NK Brežice 1919 za sezono 2016/17
- Angleški nogometaš Obed v Eriminem dresu slovenskega kluba NK Krško sezone 2015/16
- nekdanji mladinski reprezentant Slovenije Sašo Fornezzi v Eriminem dresu, ki ga je nosil v letih 2008−2011 pri Wienerneustadtu iz Avstrije